# Бриджнорт
Бриджнорт (на английски: Bridgnorth) е град в графство Шропшър, западна Англия. Населението му е около 12 000 души (2011).
Разположен е на 75 метра надморска височина в Средносевернското пясъчниково плато, на двата бряга на река Северн и на 35 километра западно от центъра на Бирмингам. Селището възниква през 1101 година около укрепления и мост над реката, известни от края на IX век, а в средата на XX век край него има важен център за обучение на Военновъздушните сили.

## Известни личности
Родени в Бриджпорт
- Томас Пърси (1729-1811), фолклорист